# 巴爾 (瑞士)

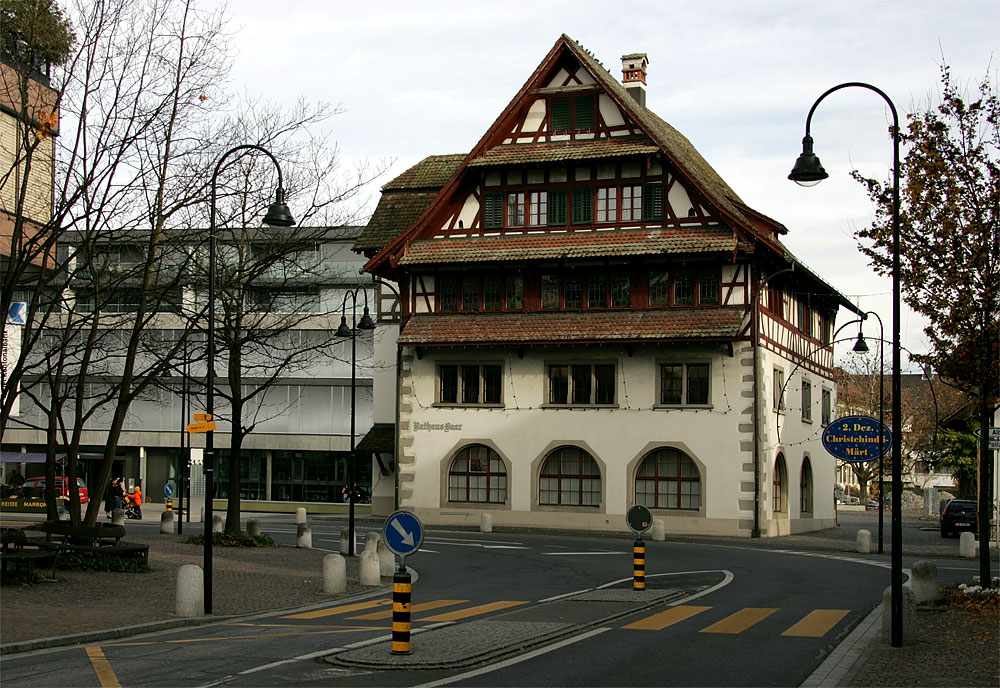
巴尔市政厅

巴爾（德語：Baar）是瑞士联邦楚格州的市镇。该市镇面积为24.83平方千米，海拔高度443米，2018年12月31日人口数为24,464。